# Heliconiinae
Heliconiinae là một phân họ trong Họ Bướm giáp. Phân họ này có các tông và chi như sau.

## Các tông và chi
Acraeini (Boisduval, 1833)
- Bematistes (Hemming, 1935)
- Acraea (cận ngành)

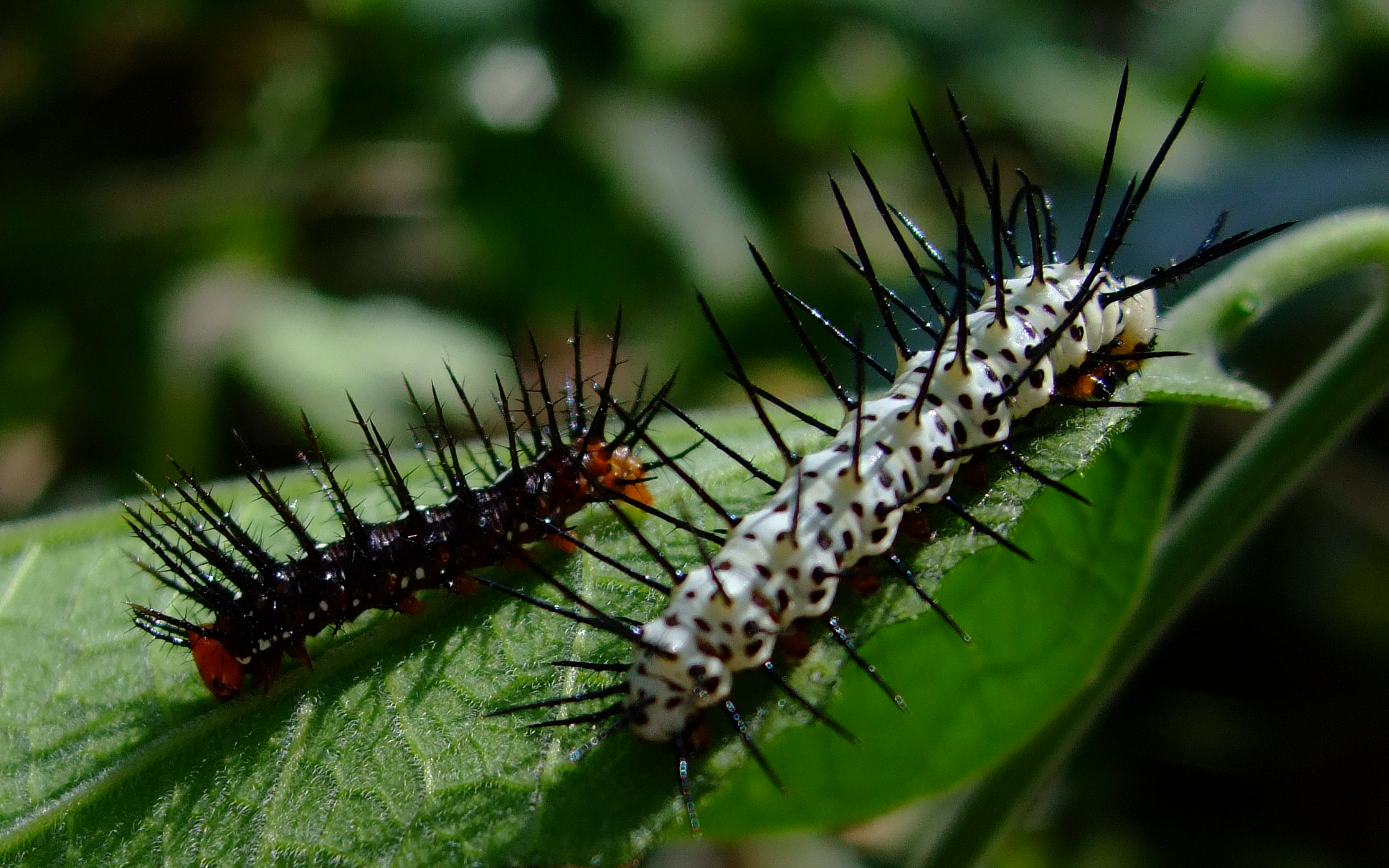
Các con sâu bướm Heliconiini: Julia Heliconian (Dryas iulia) (trái) và Zebra Longwing (Heliconius charithonia) (phải).

- Miyana (Fruhstorfer, 1914) (đặt vào đây không chắc chắn)
- Actinote (Hübner, 1819) (gồm cả Abananote và Altinote)

Heliconiini (Swainson, 1822)
- Agraulis (Boisduval & Le Conte, 1835)
  - Agraulis vanillae – Gulf Fritillary
- Cethosia (Fabricius, 1807)
  - Cethosia biblis
  - Cethosia cyane – Leopard Lacewing
  - Cethosia nietneri – Tamil Lacewing
- Dione (Hübner, 1819)
- Dryadula – Banded Orange
- Dryas – Julia Heliconian
- Eueides (Hübner, 1816)
  - Eueides isabella – Isabella's Heliconian
- Heliconius – Brush-foot butterflies
- Laparus - Doris Longwing
- Neruda Turner 1976[1]
- Philaethria (Billberg, 1820)
- Podotricha (Michener, 1942)
- Speyeria (Scudder, 1872) – Greater fritillaries

Vagrantini (Pinratana & Eliot, 1996)
- Lachnoptera (Doubleday, 1847)
- Phalanta (Horsfield, 1829)
  - Bướm báo nhỏ, Phalanta alcippe
- Smerina (Hewitson, 1874)
- Vindula (Hemming, 1934)
  - Vindula arsinoe
  - Vindula erota
- Cirrochroa (Doubleday, 1847)
  - Cirrochroa aoris
  - Cirrochroa thais
- Algiachroa (Parsons, 1989)
- Algia (Herrich-Schäffer, 1864)
- Terinos (Boisduval, 1836)
- Cupha (Billberg, 1820)
- Vagrans (Hemming, 1934)
  - Vagrans egista - bướm đuôi

Argynnini (khoảng 7 chi)
Incertae sedis

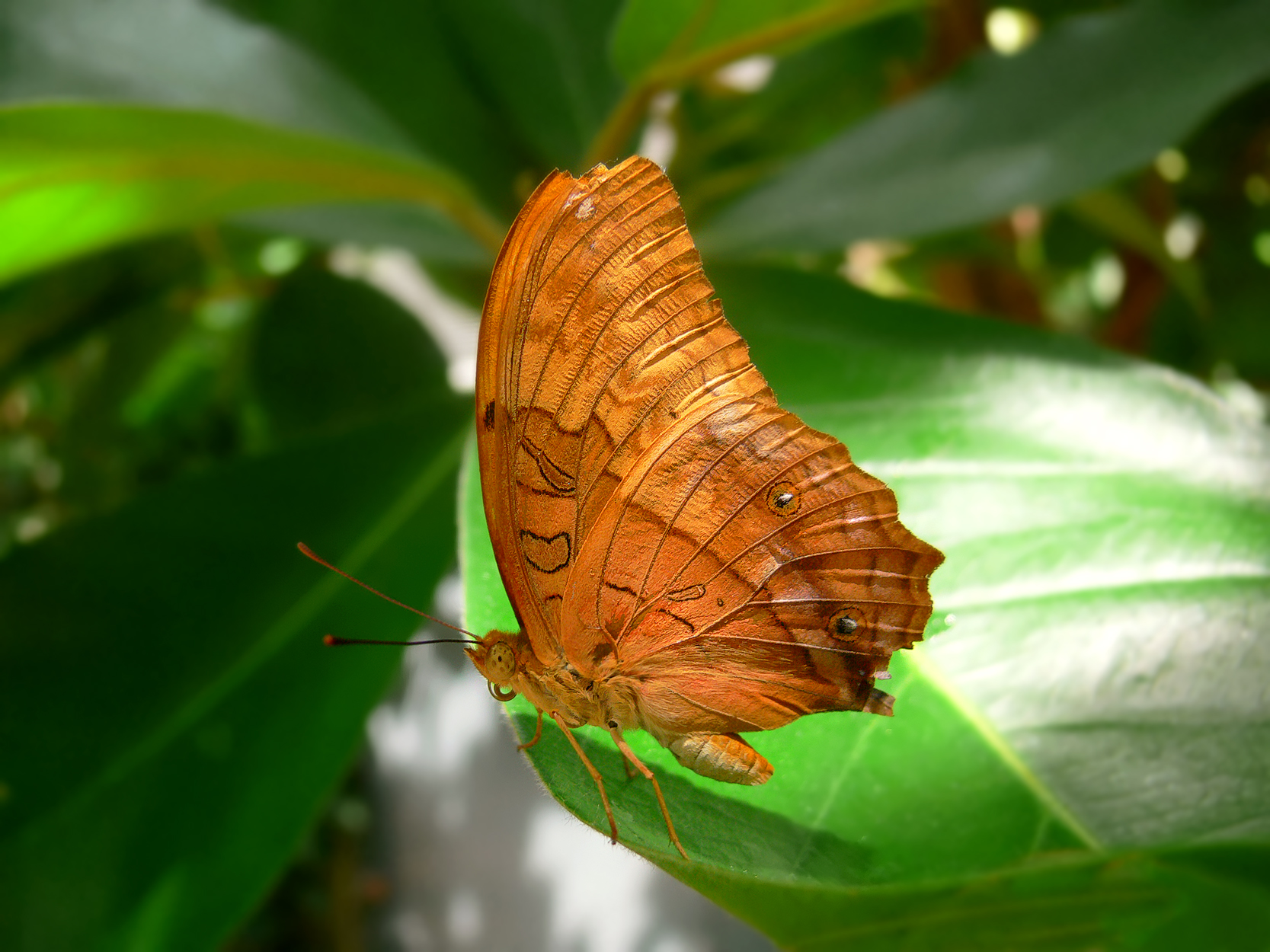
cruiser butterfly Vindula arsinoe thuộc tông Vagrantini.

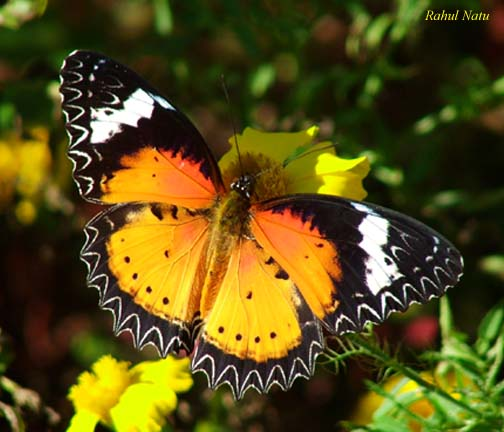
Leopard Lacewing (Cethosia cyane) thuộc về chi nan giải Cethosia.

- Pardopsis (Trimen, 1887) (có lẽ thuộc Argynnini)

## Hình ảnh

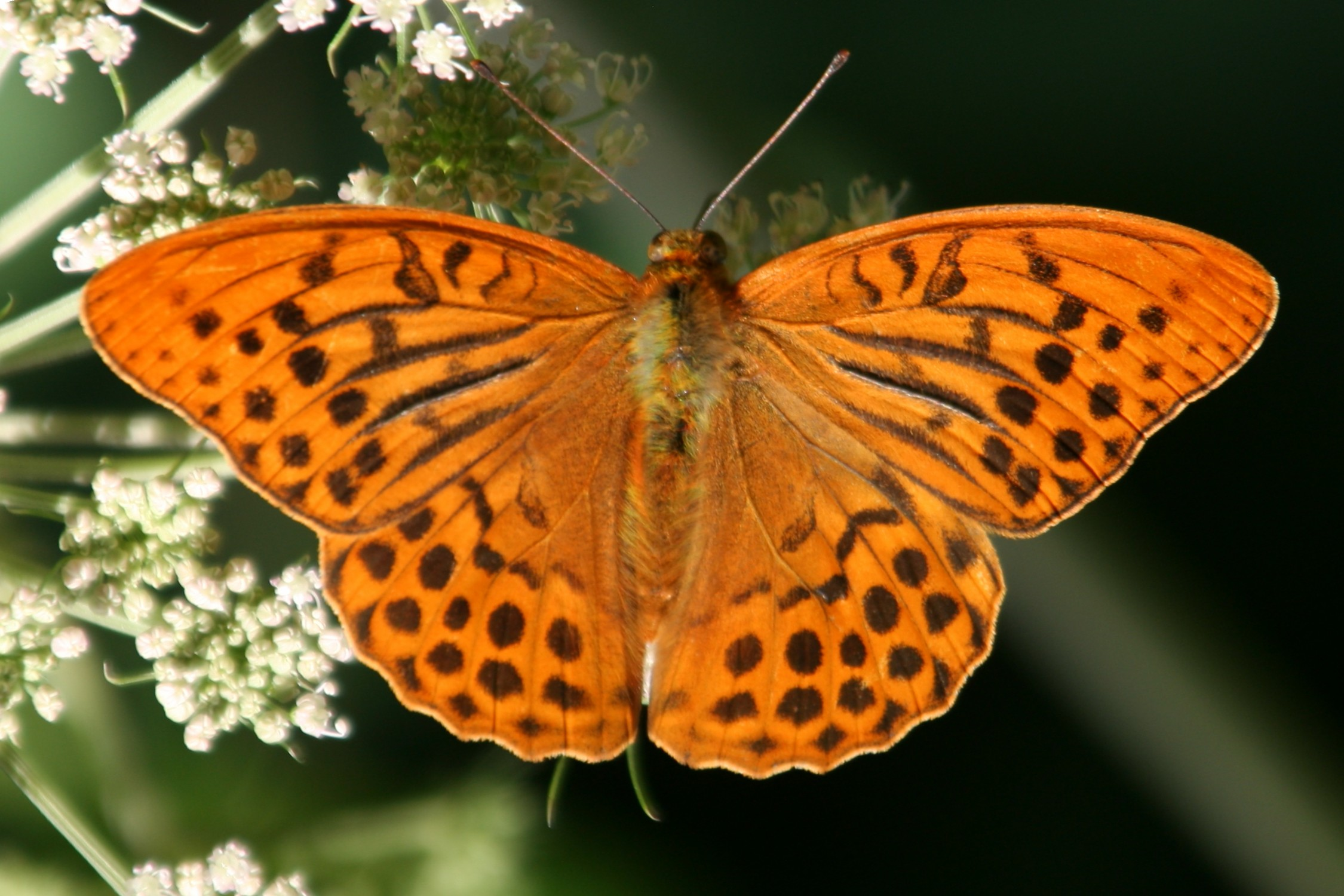
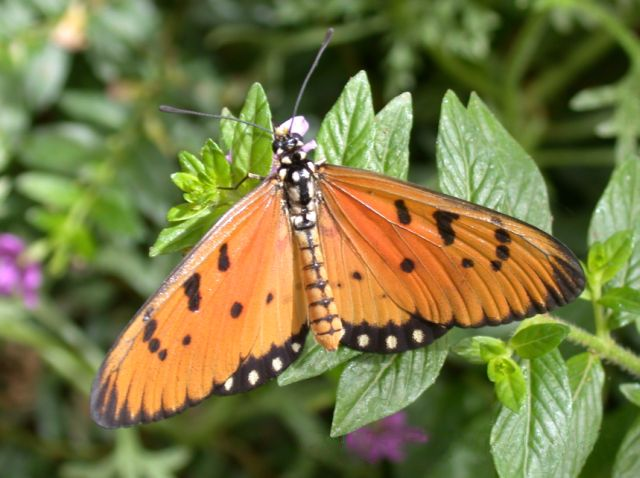
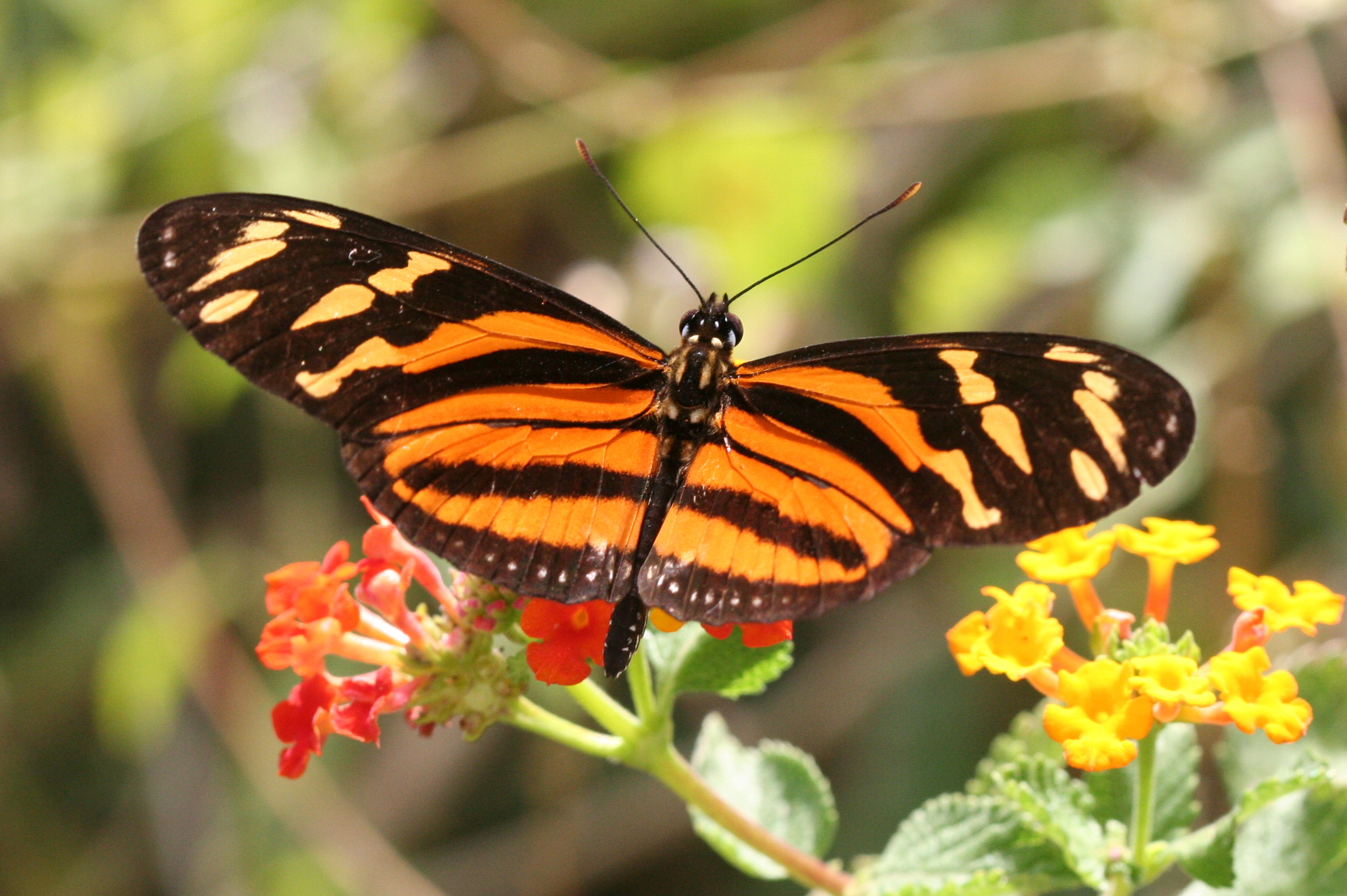
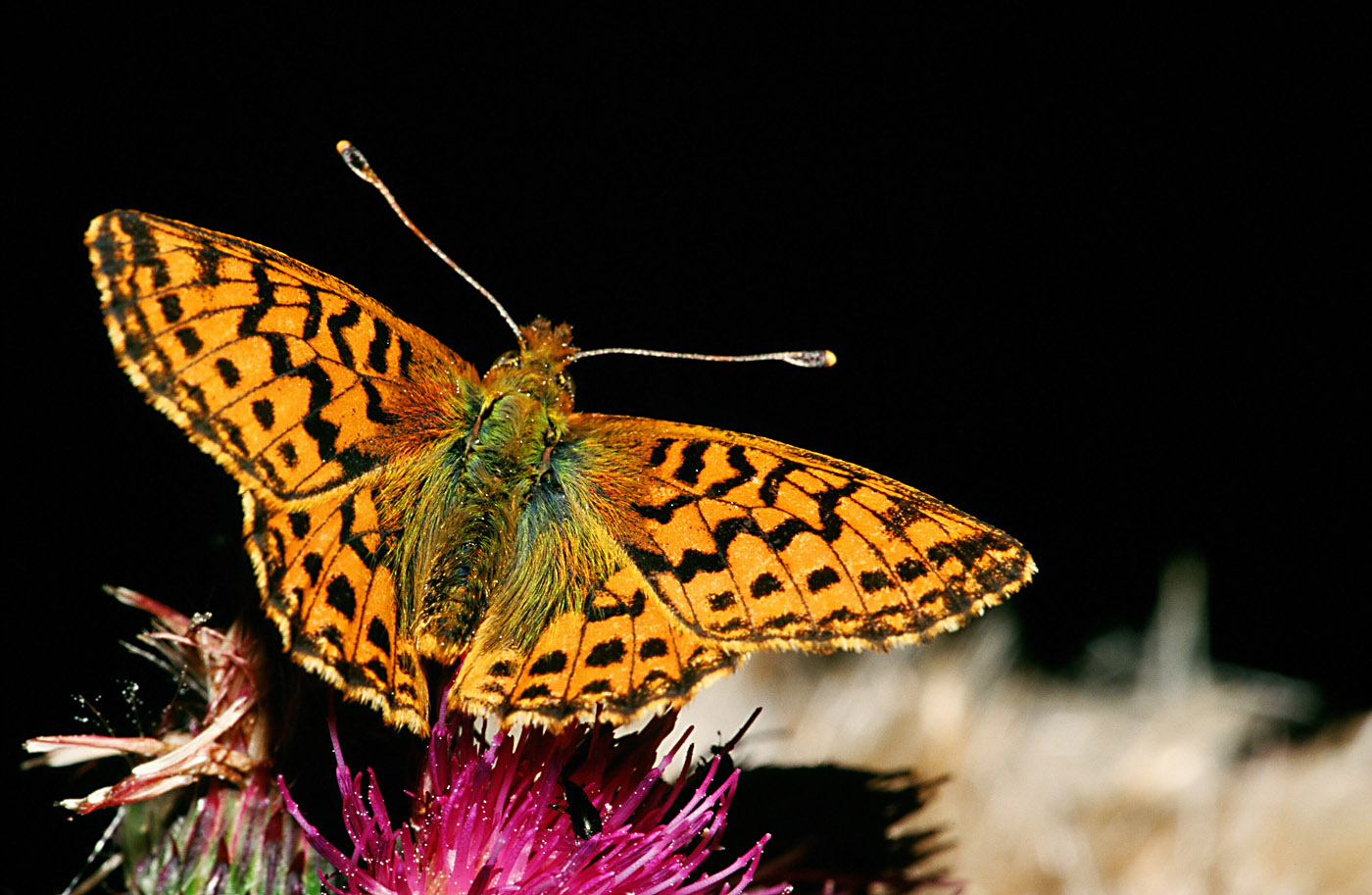